# Leckie Range
Die Leckie Range ist ein Gebirgszug im ostantarktischen Kempland. Sie ragt 80 km südlich der Edward-VIII-Bucht auf.
Die einzelnen Gipfel dieses Gebirges sind in Kartenmaterial der norwegischen Walfangflotte aus dem Jahr 1947 enthalten. Das Antarctic Names Committee of Australia (ANCA) benannte es nach Douglas Walter Leckie (* 1920), Flugstaffelführer der Royal Australian Air Force und Kommandant für die Fluglogistik zwischen der RAAF Base Williams und der Mawson-Station im Jahr 1956.